# Stadtwerder

Der Stadtwerder: Lage in Bremen

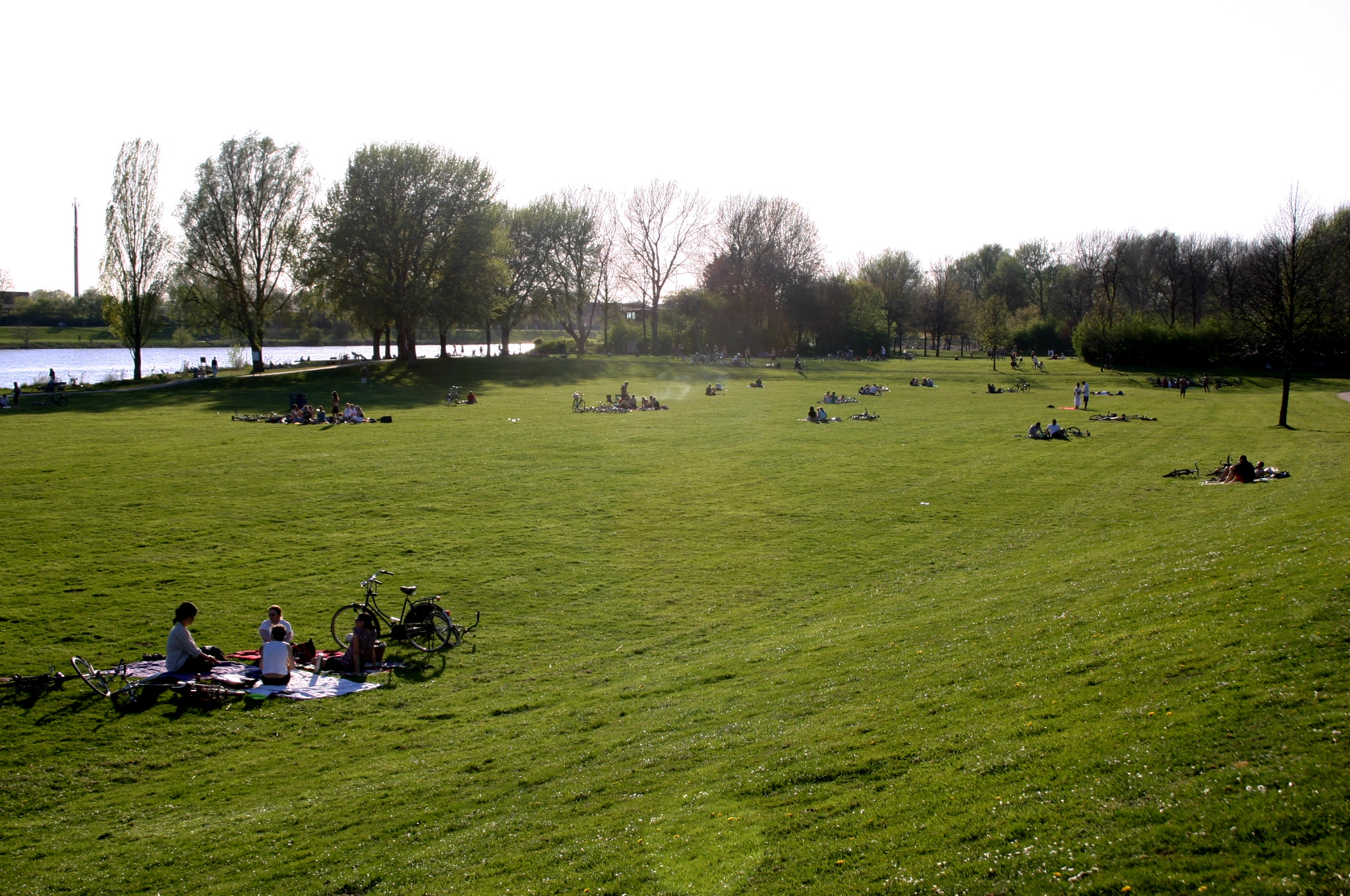
Liegewiese auf dem Stadtwerder

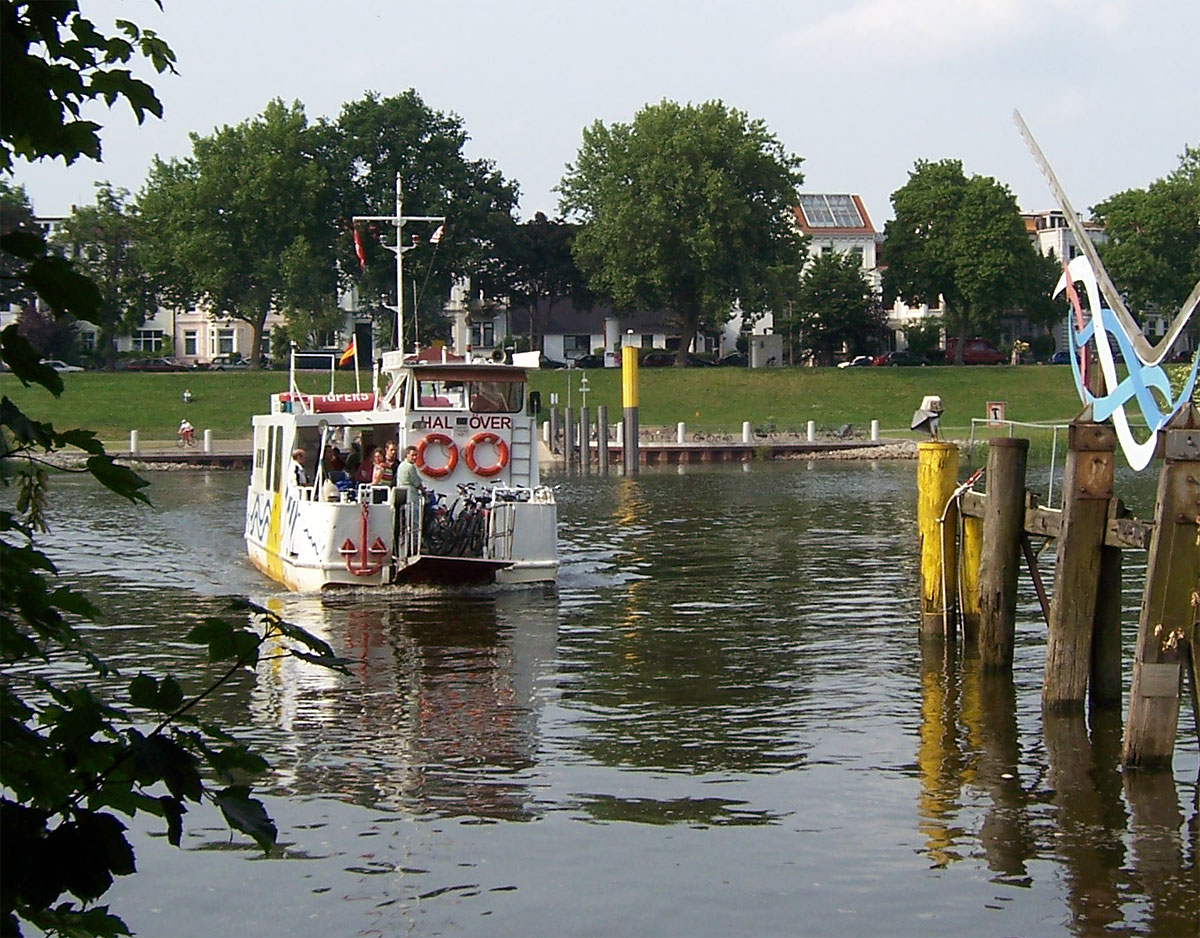
Die Sielwallfähre Ostertor vor dem Anleger am Café Sand

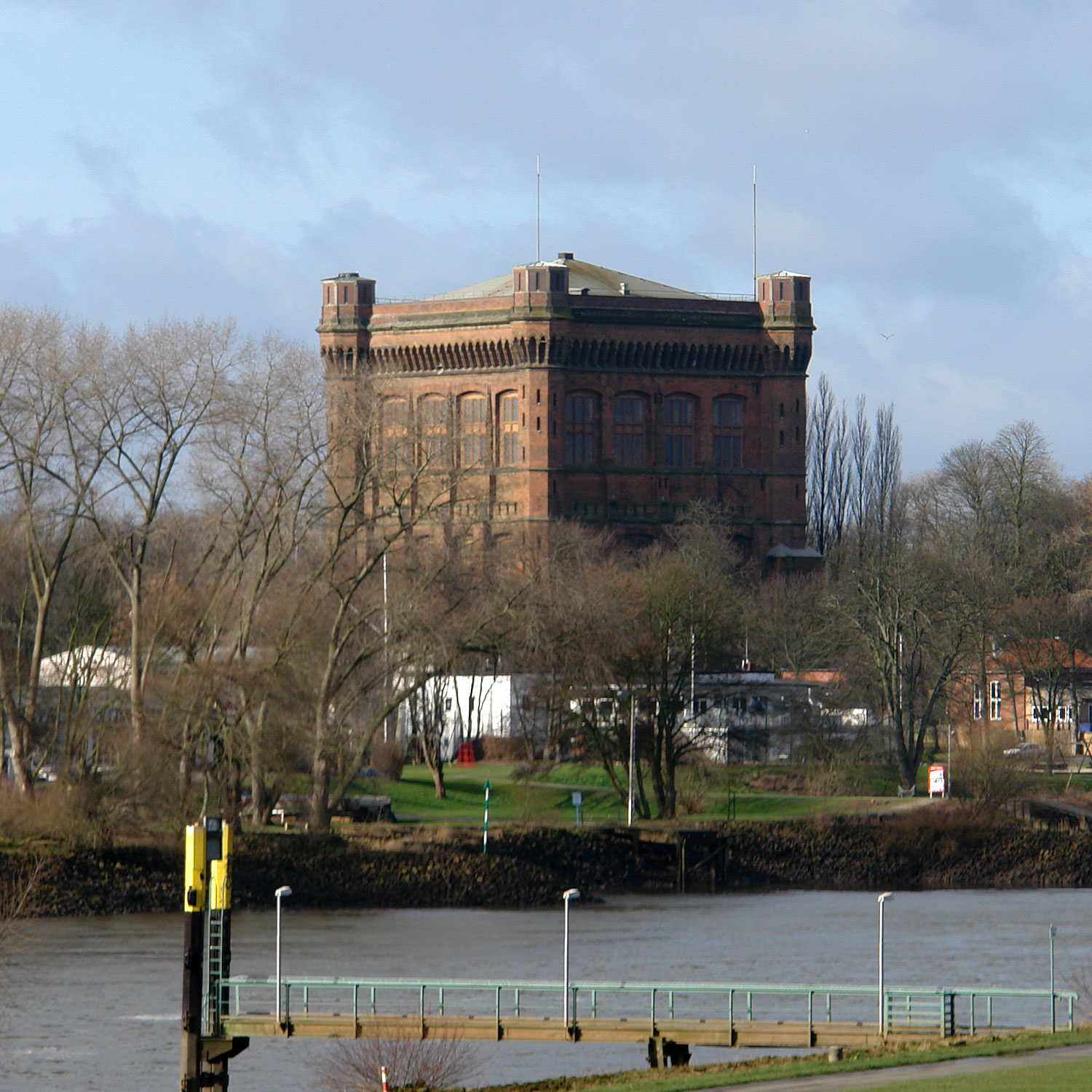
Die „Umgedrehte Kommode“ von 1871

Der Stadtwerder, irrtümlich auch Werderinsel, seltener nur Werder genannt, ist eine Halbinsel in Bremen. „Werder“ bedeutet Flussinsel.

## Lage
Der Werder erstreckt sich in der Neustadt auf ungefähr sechs Kilometer Länge zwischen der Weser und der in Höhe der Teerhofspitze in sie einmündenden Kleinen Weser, die weiter östlich in den Werdersee übergeht, bis Habenhausen. Auf der dortigen Landverbindung ist sie durch einen Sommerdeich gegen eine Hochwasserrinne geschützt, während ein kleiner Kanal mit Schiebern gesichert durch den eingedeichten Bereich gebaut wurde.
Die wichtigste Erschließungsstraße ist die Werderstraße, die parallel zur Weser vom Teerhof und dem Franziuseck bis zum Kuhhirtenweg führt.

## Geschichte
Das Gebiet des Stadtwerders wurde seit alters her als Weideland genutzt, weswegen das Gebiet auch Kuhwerder genannt wurde, später gab es hier mehrere Bleichen. Der östliche Teil des Stadtwerders gehörte ursprünglich zu Habenhausen, der westliche unterstand dem Bremer Rat. Es gab verschiedene Teile: den Tanzwerder (auch Danzelwerder oder Danselwerder) nahe der Stadt, den Ziegelwerder, den Sesenthom an der Kleinen Weser (seit 1259 als up dem Sessenthome überliefert), den Dannenkamp, den Amtskamp und den Kuhwerder. Der Teerhof am westlichen Ende war bis 1739 durch den Festungs- und Pulverturm Braut und Gräben vom übrigen Stadtwerder getrennt und  diente als Werftgelände. 1872 wurde das Gebiet des Stadtwerders eingemeindet.
Am Kuhhirtenweg 7 steht das Ausflugslokal und Restaurant Der Kuhhirte und das Hotel zum Kuhhirten. Das Gebäude Kuhhirte wurde erstmals 1662 erwähnt. Die Kuhhirten wurden vom Bremer Senat bestimmt. 1867 wurden das erhaltene und oft sanierte Wohnhaus und der Turm gebaut. In dem Local für den Milchverkauf wurde (ohne Genehmigung) auch Bier und Branntwein ausgeschenkt. Im Kuhhirte wurde 1899 der SV Werder Bremen vom Sohn des damaligen Kuhhirten mit einigen Freunden gegründet. 1930 entstand im Kuhstall der Tanzsaal. Die Altentagesstätte Heuboden und die Kegelbahn wurden 1964 in Betrieb genommen. Nach einem Leerstand um 1993/95 wurde das Anwesen saniert.

## Nutzung
Fast an der Spitze des Teerhofs befindet sich das Neue Museum Weserburg für Gegenwartskunst. Die Weserburg ist als einziges Zeugnis der ehemaligen Bebauung des Teerhofs nach fast völliger Zerstörung im Zweiten Weltkrieg übriggeblieben. Östlich daran anschließend wurde das Gebiet in den 1990er Jahren mit Wohnhäusern neu bebaut und durch eine zusätzliche Fußgängerbrücke mit der Altstadt verbunden. Östlich der Wilhelm-Kaisen-Brücke befinden sich die Zentrale der DGzRS und die Hochschule für Nautik und bis Ende des 20. Jahrhunderts befand sich hier das Wasserwerk. Das markanteste Bauwerk in diesem Bereich ist der 1871–73 im historistischen Stil errichtete Wasserturm, umgangssprachlich aufgrund seiner besonderen Form als „Umgedrehte Kommode“ bezeichnet. Neben dem Wasserturm wird seit 2010 eine Wohnanlage errichtet. Mehrere Bürgerinitiativen wehren sich gegen geplante Rodungen von Wäldchen auf beiden Seiten der Insel. Der mittlere Teil, der bis zu einem Kilometer breit ist, besteht hauptsächlich aus Kleingartenanlagen, Sportanlagen, einer Sportschule und einem großen Naherholungsgebiet mit Liegewiesen und Badestrand am Café Sand mit dem Anleger der Sielwallfähre von Hal över. Weiter östlich befindet sich das Naturschutzgebiet „Neue Weser“.

## Infrastruktur
Der Werder ist im Bereich des Teerhofs über die Bürgermeister-Smidt-Brücke und die Wilhelm-Kaisen-Brücke sowohl per Fahrrad, ÖPNV und PKW erreichbar. Über das in Hastedt gelegene Weserwehr besteht eine Fuß- und Fahrradverbindung in das Naturschutzgebiet. Eine Wendelrampe vermittelt die Fuß- und Radverbindung auf die Karl-Carstens-Brücke („Erdbeerbrücke“) zwischen Hastedt/Peterswerder und Habenhausen. Im Süden gibt es außerdem eine Fuß-und-Rad-Brücke über die kleine Weser zum Buntentorsdeichschart. Im Südosten führt die Wehrstraße auf die „Wurzel“ der Halbinsel. Auf dem gesamten Stadtwerder gibt es Radwege, die in einem guten Zustand und auch für Skater geeignet sind. Beim Café Sand stellt die Sielwallfähre über die Weser eine Verbindung zum Ostertor- und Steintorviertel her.